# Rufino Segovia del Burgo
Rufino Segovia (Madrid, 1 de març de 1985) és un futbolista madrileny, que ocupa la posició de davanter.
Format al planter del Rayo Vallecano, ha jugat en diversos clubs filials i de divisions més modestes. Ha disputat dos partits a primera divisió amb l'Atlètic de Madrid, a les temporades 05/06 i 06/07. Va ser cedit a l'Albacete Balompié, de Segona Divisió, però no hi va arribar a debutar.